# Trevor Smith (labdarúgó)
Trevor Smith (Brierley Hill, 1936. április 13. – Essex, 2003. augusztus 9.) válogatott angol labdarúgó, fedezet.

## Pályafutása

### Klubcsapatban
1953 és 1964 között a Birmingham City labdarúgója volt, ahol tagja volt az 1958–60-as és 1960–61-es VVK-döntős csapatnak. 1964 és 1966 között a Walsall együttesében fejezte be az aktív játékot.

### A válogatottban
1959-ben két alkalommal szerepelt az angol válogatottban.

## Sikerei, díjai
Birmingham City
- Angol bajnokság – másodosztály (Second Division)
  - bajnok: 1954–55
- Angol kupa (FA Cup)
  - döntős: 1956
- Angol ligakupa
  - győztes: 1962–63
- Vásárvárosok kupája (VVK)
  - döntős (2): 1958–60, 1960–61

## Statisztika

### Mérkőzései az angol válogatottban
| Anglia | Anglia            | Anglia                  | Anglia | Anglia   | Anglia     | Anglia             | Anglia | Anglia  |
| #      | Dátum             | Helyszín                | Hazai  | Eredmény | Vendég     | Kiírás             | Gólok  | Esemény |
| ------ | ----------------- | ----------------------- | ------ | -------- | ---------- | ------------------ | ------ | ------- |
| 1.     | 1959. október 17. | Cardiff, Ninian Park    | Wales  | 1 – 1    | Anglia     | brit házibajnokság | -      |         |
| 2.     | 1959. október 28. | London, Wembley Stadion | Anglia | 2 – 3    | Svédország | barátságos         | -      |         |
|        | Összesen          |                         |        | 2        | mérkőzés   |                    | 0      | gól     |